# La confessione (film 1970)
La confessione (L'Aveu) è un film del 1970 diretto da Costa-Gavras.
È l'adattamento cinematografico del libro L'Aveu, scritto da Artur London.

## Trama
A Praga, nel 1951, Artur London, vice ministro degli esteri del regime comunista, viene accusato di tradimento a favore degli Stati Uniti. Torturato, privato del sonno e interrogato con metodi spicci e violenti, all'inizio tenta di resistere. Poi interviene un nuovo inquisitore, Kohoutek, più subdolo e abile, che mescolando lusinghe e minacce riesce a ottenere le prime ammissioni. Complice anche un inevitabile cedimento fisico, London si rassegna a imparare a memoria una confessione già preparata, nella speranza di avere una pena ridotta e una rapida riabilitazione. Nel frattempo le "purghe" continuano, e coinvolgono anche altissimi esponenti del regime comunista, tra cui il segretario del partito Rudolf Slánský. Anche loro imparano a memoria le loro confessioni, dietro garanzia che avranno salva la vita. La notizia della "confessione" di London turba la moglie Lise, che invia una lettera di scuse e pentimento al presidente della Repubblica. Lettera che, contro la volontà di Lise, viene pubblicata da radio e giornali.
Il processo, mandato in onda in diretta nazionale, si rivela una farsa. I 14 imputati (11 dei quali di origine ebraica, particolare che viene evidenziato con insistenza dall'accusa) si dichiarano tutti colpevoli, recitando la loro confessione, nella speranza di avere pene ridotte. Invece 11 di loro vengono condannati a morte e tre, compreso London, all'ergastolo. Ma Kohoutek convince tutti a evitare l'appello, garantendo che otterranno presto la grazia. Una settimana dopo gli undici condannati a morte vengono invece impiccati e le loro ceneri gettate su un campo innevato in aperta campagna.
Riabilitato nel 1956, London incontra a Praga il suo antico persecutore Kohoutek, anche lui usato e poi degradato e incarcerato dal regime. Quindi emigra in Francia, senza mai rinnegare la propria fede comunista. Ma, benché Stalin sia ormai morto, i Paesi del Patto di Varsavia sono ancora sottoposti a un regime illiberale, e lui esita a scrivere i suoi ricordi, nel timore di non essere creduto. Nei giorni della primavera di Praga, si convince a redigere il memoriale sulla sua detenzione, ma il giorno del suo arrivo in Cecoslovacchia, dove è andato per presentare il libro, assiste all'invasione dei carri armati sovietici.

## Produzione
Il film, una co-produzione franco-italiana, fu prodotto dalle francesi Les Films Corona e Les Films Pomereu e, in co-produzione, dalle italiane Produzione Intercontinentale Cinematografica (PIC), Fono Roma e Selenia Cinematografica.
Venne girato in Francia, ad Arras, Pas-de-Calais.

## Distribuzione
In Francia, il film fu distribuito dalla Valoria Films il 29 aprile 1970. In Italia, uscì nelle sale il 25 settembre dello stesso anno. Sempre nel 1970, il film fu distribuito nei Paesi Bassi (1º ottobre, come De Bekentenis), Belgio (2 ottobre), Finlandia (23 ottobre, come Tunnustus), Germania Ovest (30 ottobre, come Das Geständnis), USA (9 dicembre). Negli Stati Uniti, venne distribuito con il titolo The Confession dalla Paramount Pictures, presentato in versione originale sottotitolata. In seguito, la Paramount Home Video fece uscire il film in VHS per il mercato dell'home video.
Nel 2005, il film è stato presentato al Festival Internazionale di Copenaghen.